# Tahi-Tóth Gábor
Tahi-Tóth Gábor (Budapest, 1951. március 1. –) biológia-kémia szakos középiskolai tanár. Dj Tóbiás néven magyar lemezlovas. 

## Életrajz
Édesapja Tahi-Tóth Nándor (született Tóth Nándor 1912-1978), festőművész-rajztanár, édesanyja Pfeiffer Eleonóra (1915-1989) idegenvezető volt. Testvérei: Nándor építészmérnök (1942-1984), László (1944 -2018) színművész, Lehel (1947-2005) nyomdász, József (1952) színművész, Sarolta (1958) logopédus, Máté (1958-2013) színművész. 
Első felesége Gyöngyösi Anna (1953), akitől három fia született: Ádám (1979), Mátyás (1981), Balázs (1990) és Mátyás fia révén egy unokája Tahi-Tóth Nóra Laura (2004) . 
Második felesége Varga Andrea (1972), akitől Lilien (2010) nevű kislánya született.
A középiskolát a budafoki Budai Nagy Antal Gimnáziumban végezte (1965-69), majd az egyéves sorkatonai szolgálatot Hódmezővásárhelyen töltötte (1971-72). Az ELTE TTK biológia–kémia középiskolai tanár szakon szerzett diplomát (1977). Ezt követően volt középiskolájában, a Budai Nagy Antal Gimnáziumban tanított 1983-ig. Majd az Ifjúsági Lap-és Könyvkiadóhoz (ILK) került felelős szerkesztőnek, ahol tudományos és zenei kiadványok szerkesztésével foglalkozott 1989-ig.
1972-77-ig az Egyetemi Színpadon színészkedett Ruszt József és Köváry Katalin rendező segítségével, olyan színészekkel, mint Varga Tamás, Vándorfy László, Dörner György, Balkay Géza, olyan darabokban, mint a „Befalazott asszony”, „Passió”, „Sziszi és Fuszi”.
1972 óta műsorvezető, disc-jockey „Tóbiás” néven több klubban (KFKI-Klub, Ezres Klub, ELTE-Klub, Citadella, Budatétényi Ifjúsági Központ, Rózsadombi Szot szálló, Atrium Hyatt, Lido Bar). 1982-ben megszerzi az „A” kategóriás lemezlovas működési engedélyt. 1989-től saját Tóbiás Disco Klubokat üzemeltetett és vezetett (Margitsziget Atlétikai Centrumban, Budafokon-Club112, Székesfehérvár-Alba Regia Sportcentrumban, Balatonszárszó - Hullám étteremben).
1980-88 között a Magyar Rádióban külső munkatársként dolgozott, a tudományos-ismeretterjesztő rovatnál riportokat, a zenei főosztályon könnyűzenei összeállításokat (Ötödik sebesség, Poptarisznya), a szórakoztató osztályon önálló műsorokat készített (Itáliai pop-panoráma, Michael Jackson szindróma).
1989-től 2020-ig a "Tóbiás Kulturális szolgáltató és Vendéglátó Kft" ügyvezető-tulajdonosa volt, ahol rendezvényszervezéssel, műsorkészítéssel, és -vezetéssel, kereskedelemmel, vendéglátással és szolgáltatással foglalkozott.
Két könyvet írt: a „DJ Tóbiás Retro Party” című önéletrajzi művet (2009) és az „Azok a csodálatos Nők!” című erotikus regényt (2008).